# Périple du Pseudo-Scylax
Le Périple du Pseudo-Scylax est un périple grec datant du IVe ou du IIIe siècle av. J.-C. On pense qu'on lui a donné le nom de Scylax en référence à un navigateur grec mentionné par Hérodote, Scylax de Caryanda, qui aurait exploré les côtes de l'océan Indien pour le compte des Perses. 

## Texte
Le Pseudo-Scylax décrit une circumnavigation de la mer Méditerranée et de la mer Noire, en commençant par la péninsule Ibérique et en finissant par l'Afrique de l'ouest, au-delà des colonnes d'Hercule. La section africaine est clairement inspirée du Périple d'Hannon le Navigateur et tend à indiquer des contacts entre Carthaginois et Africains tandis que la section italienne accumule des informations correspondant à des époques différentes. Il subsiste un manuscrit, celui de Pithou, qui est l'original de ceux à partir desquels la première édition fut publiée.
Le texte privilégie les implantations grecques mais donne également, quoique de façon moins précise, les noms des peuples barbares occupant les côtes.

## Éditions modernes
Le Périple de Scylax fut publié d'abord à Augsbourg en 1600 par Hœschel, avec d'autres géographes grecs mineurs. À Amsterdam, le Périple fut publié par Vossius en 1639 et puis par Hudson dans ses Geographicae Veteris Scriptores Graeci minores. À Paris, le Périple fut publié en 1826 par Gail et à Berlin en 1831 par  Rudolf Heinrich Klausen (de). Les éditeurs récents sont P. Counillon (Pseudo-Skylax: le périple du Pont-Euxin, Bordeaux, 2004) et G. Shipley, (Pseudo-Scylax's Periplus, Exeter, 2011).

#### Éditions et traductions récentes
- Pseudo-Skylax's Periplous : The Circumnavigation of the Inhabited World, éd. et trad. angl. par Graham Shipley, Exeter, 2011  (ISBN 978-1-904675-82-2 et 978-1-904675-83-9).
- Pseudo-Skylax : le Périple du Pont-Euxin, éd. et trad. fr. par Patrick Counillon, Bordeaux, 2004  (ISBN 2-910023-47-8) (en ligne).

#### Autres éditions et traductions
- Jehan Desanges, Recherches sur l'activité des méditerranéens aux confins de l'Afrique : VIe siècle av. J.-C. - IVe siècle après J.-C., Rome, 1978, extraits traduits p. 404-415 avec le texte grec de B. Fabricius en regard et les commentaires sur l'Afrique p. 87-120 - cartes I-IV (Collection de l'École française de Rome, 38) (en ligne).
- Anonymi Vulgo Scylacis Caryandensis Periplum Maris Interni, éd. et trad. lat. par B. Fabricius (pseud. de Heinrich Theodor Dittrich (en)), Leipzig, 2e éd. 1878 (en ligne).
- Geographi graeci minores (GGM), 1, éd. et trad. lat. par Karl Müller, Paris, 1855, p. XXXIII-LI (introd.), CXXXVII-CXXXVIII (add.), 15-96 (texte gr. et trad. lat.) (en ligne) ; repr. Hildesheim, 1965 et 1990  (ISBN 3-487-09218-2) (DNB)
- Pausanias ou Voyage historique, pittoresque et philosophique de la Grèce [...] augmentée du Voyage autour du monde, par Scylax, tome 4, trad. par Nicolas Gédoyn [Pausanias] et Jean-Charles Poncelin [Scylax], annoté par Jean-Charles de Folard, Paris, 1797, p. 321-384 (en ligne ; texte seul).

#### Études
- Raoul Lonis, « Les Éthiopiens du pseudo-Scylax ; mythe ou réalité géographique ? », Revue française d'Histoire d’outre-mer, vol. 66, nos 242-243,‎ 1979, p. 101 à 110 (lire en ligne, consulté le 21 janvier 2020).
- Philip Kaplan, « Skylax of Karyanda (709) », dans Brill's New Jacoby [Brill Online], sous la dir. de Ian Worthington (de), Leyde, 2009 (en ligne).
- Didier Marcotte, Les Géographes grecs. Tome I, Introduction générale. Pseudo-Scymnos, Circuit de la terre, Paris, 2000, part. p. XXVI-XXVII et LXXVII-LXXXIV  (ISBN 2-251-00487-4).
- Guido Schepens, « Skylax of Karyanda », dans FGrHist 1000 (= 709), t. IV A: Biography. I. The Pre-Hellenistic Period, Leyde, 1998, p. 4-27 (concordance).
- Aurelio Peretti, Il periplo di Scilace. Studio sul primo portolano del Mediterraneo, Pise, 1979.
- Karl Müller, « Scylax Caryandensis », dans Fragmenta historicorum graecorum, 3, Paris, 1849, p. 183 (en ligne ; texte seul).

#### Sources anciennes
- Souda, sigma, 710 (en ligne).